# Emilio Recoba
Emilio Recoba Cambón (3 de noviembre de 1903 - 12 de septiembre de 1992) fue un futbolista uruguayo que participó en el plantel del seleccionado de su país en la Copa del Mundo de 1930. Fue el último sobreviviente del plantel campeón del mundo de 1930. Al momento de su convocatoria, militaba en las filas del Club Nacional de Football de Montevideo, Uruguay.

## Clubes
| Club     | País    | Año       |
| -------- | ------- | --------- |
| Charley  | Uruguay | 1922-1923 |
| Nacional | Uruguay | 1925-1934 |

### Títulos internacionales
| Título                 | Equipo             | Sede     | Año  |
| ---------------------- | ------------------ | -------- | ---- |
| Copa América           | Selección Uruguaya | Santiago | 1926 |
| Copa Mundial de Fútbol | Selección Uruguaya | Uruguay  | 1930 |

- Datos: Q142813